# Archiacanthocephala
Archiacanthocephala, razred Akantocefala, mikroskopskih parazitskih crva koji žive u tijelima kralježnjaka, uključujući čovjeka. Sastoji se od četiri reda: Apororhynchida sa (7) vrsta; Gigantorhynchida (51) vrsta; Moniliformida (17) vrsta; i Oligacanthorhynchida (93) vrste.